# Haitianos brancos
Haitianos brancos (em francês:  blanc haïtiens ; Crioulo haitiano:blan ayisyen), também conhecido como euro-haitiano, são haitianos de ascendência predominante ou totalmente europeia.

## História

### Conquista e colonização européia
A presença de brancos no Haiti remonta à fundação de La Navidad, o primeiro assentamento europeu nas Américas por Cristóvão Colombo em 1492. Foi construído com as madeiras de seu navio naufragado Santa Maria, durante sua primeira viagem em dezembro de 1492. Quando ele retornou em 1493 em sua segunda viagem, ele descobriu que o assentamento havia sido destruído e todos os 39 colonos mortos. Colombo continuou para o leste e fundou um novo assentamento em La Isabela, no território da atual República Dominicana em 1493. A capital da colônia foi transferida para Santo Domingo em 1496, na costa sudeste da ilha também no território da atual República Dominicana. Os espanhóis retornaram ao oeste de Hispaniola em 1502, estabelecendo um assentamento em Yaguana, perto da atual Léogâne. Um segundo assentamento foi estabelecido na costa norte em 1504, chamado Puerto Real, próximo ao moderno Forte Liberdade que em 1578 foi transferido para um local próximo e rebatizado de Bayaha.
O assentamento de Yacanagua foi totalmente queimado três vezes em seu pouco mais de um século de existência como um assentamento espanhol, primeiro por piratas franceses em 1543, novamente em 27 de maio de 1592 por um grupo de desembarque de 110 fortes de um esquadrão naval inglês de 4 navios liderado por Christopher Newport em sua capitânia Golden Dragon, que destruiu todas as 150 casas do assentamento e, finalmente, pelos próprios espanhóis em 1605, pelos motivos descritos a seguir.
Em 1595, os espanhóis, frustrados com a rebelião de vinte anos de seus súditos holandeses, fecharam seus portos de origem aos navios rebeldes da Holanda, cortando-os do suprimento crítico de sal necessário para sua indústria de arenque. Os holandeses responderam obtendo novos suprimentos de sal da América espanhola, onde os colonos estavam mais do que felizes em comercializar. Assim, um grande número de comerciantes / piratas holandeses juntou-se aos seus irmãos ingleses e franceses, negociando nas costas remotas de Hispaniola. Em 1605, a Espanha ficou furiosa com o fato de os assentamentos espanhóis nas costas norte e oeste da ilha persistirem no comércio ilegal e em grande escala com os holandeses, que na época travavam uma guerra de independência contra a Espanha na Europa e os ingleses, a estado inimigo muito recente, pelo que decidiu reassentar à força os seus habitantes para mais perto da cidade de São Domingo. Essa ação, conhecida como Devastaciones de Osorio, foi desastrosa; mais da metade dos colonos reassentados morreram de fome ou doenças, mais de 100.000 cabeças de gado foram abandonadas e muitos escravos escaparam. Cinco dos treze assentamentos existentes na ilha foram brutalmente arrasados pelas tropas espanholas, incluindo os dois assentamentos no território do atual Haiti, La Yaguana e Bayaja. Muitos dos habitantes lutaram, escaparam para a selva ou fugiram para a segurança dos navios holandeses que passavam Esta ação espanhola foi contraproducente, pois piratas ingleses, holandeses e franceses estavam agora livres para estabelecer bases nas costas abandonadas do norte e oeste da ilha, onde o gado selvagem agora era abundante e livre.

### São Domingos

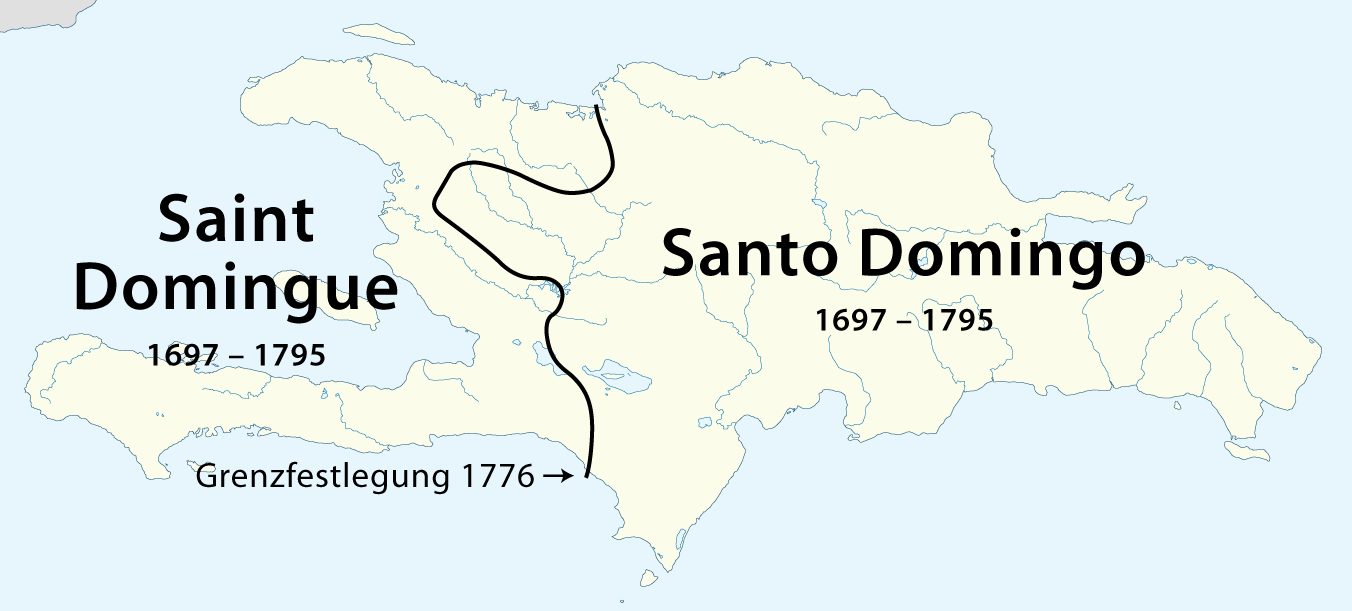
Colônia francesa de São Domingos no oeste e colônia espanhola de Santo Domingo no leste da ilha Hispaniola durante os anos coloniais.

No início do século XVII, o governo espanhol ordenou a evacuação da costa norte e oeste da ilha e forçou a realocação para áreas próximas à cidade de Santo Domingo, para evitar os piratas de outras nações europeias. Isso acabou sendo contraproducente para a Espanha, porque em 1625 os piratas e bucaneiros franceses começaram a estabelecer assentamentos na ilha de Tortuga e em uma faixa ao norte de Hispaniola ao redor de Porto-da-paz, e logo foram acompanhados por corsários ingleses e holandeses da mesma opinião e piratas, que formaram uma comunidade internacional sem lei que sobreviveu atacando navios espanhóis e caçando gado selvagem. Embora os espanhóis tenham destruído os assentamentos dos bucaneiros em 1629, 1635, 1638 e 1654, em cada ocasião eles voltaram. Em 1655, a recém-criada administração inglesa na Jamaica patrocinou a reocupação de Tortuga sob Elias Watts como governador. Em 1660, os ingleses cometeram o erro de substituir Watts como governador por um francês Jeremie Deschamps, com a condição de que defendesse os interesses ingleses. Deschamps, ao assumir o controle da ilha proclamada pelo rei da França, estabeleceu as bandeiras francesas e derrotou várias tentativas inglesas de recuperar a ilha. É a partir desse ponto, em 1660, que começa o domínio francês ininterrupto no Haiti. Em 1663, Deschamps fundou um assentamento francês Léogâne na costa oeste da ilha, no local abandonado da antiga cidade espanhola de Yaguana.
Em 1664, a recém-criada Companhia Francesa das Índias Ocidentais assumiu o controle da nova colônia e a França formalmente reivindicou o controle da porção ocidental da ilha de Hispaniola. Em 1665, eles estabeleceram um assentamento francês no continente de Hispaniola, em frente a Tortuga, em Porto-da-Paz. Em 1670, o promontório de Cap-Français (agora Cabo Haitiano ), foi colonizado mais a leste ao longo da costa norte. Em 1676, a capital colonial foi transferida de Tortuga para Porto-da-Paz. Em 1684, os franceses e espanhóis assinaram o Tratado de Ratisbona que incluía disposições para suprimir as ações dos corsários caribenhos, o que efetivamente encerrou a era dos bucaneiros em Tortuga, muitos sendo empregados pela Coroa francesa para caçar qualquer um de seus ex-camaradas que preferiu virar pirata absoluto. Sob o Tratado de Ryswick de 1697, a Espanha cedeu oficialmente o terço ocidental de Hispaniola à França, que renomeou a colônia de Saint-Domingue. Naquela época, os donos de plantations superavam os bucaneiros e, com o incentivo de Luís XIV, começaram a cultivar fumo, índigo, algodão e cacau na fértil planície setentrional, o que motivou a importação de escravos africanos.
Em 1777, a França e a Espanha assinaram um tratado de fronteira, no qual as costas oeste e noroeste de Hispaniola seriam francesas e o resto da ilha espanhola. Em 1780, Saint-Domingue era a colônia mais rica do mundo, mais do que todas as Treze Colônias Britânicas e as Índias Ocidentais juntas. Os franceses estabeleceram uma economia baseada na produção e exportação de açúcar sustentada pelo trabalho forçado de escravos negros importados da África Ocidental e Central. A escravidão de negros foi caracterizada como uma das mais cruéis em que terror e punições severas foram aplicadas aos escravos.
Em 1789, a população era composta da seguinte forma:
- 40.000 Grand-blancs (literalmente "Grandes brancos" em francês) e Petit-blancs ("Pequenos brancos")
- 28.000 Sang-melés (francês para: "sangue misto") ou pessoas de cor livres.
- 452.000 escravos

A população branca era de 8% da população de Saint-Domingue, mas eles possuíam 70% da riqueza e 75% dos escravos da colônia. A população mulata era de 5% da população e detinha 30% da riqueza. Os escravos eram 87% da população.

### Revolução Haitiana

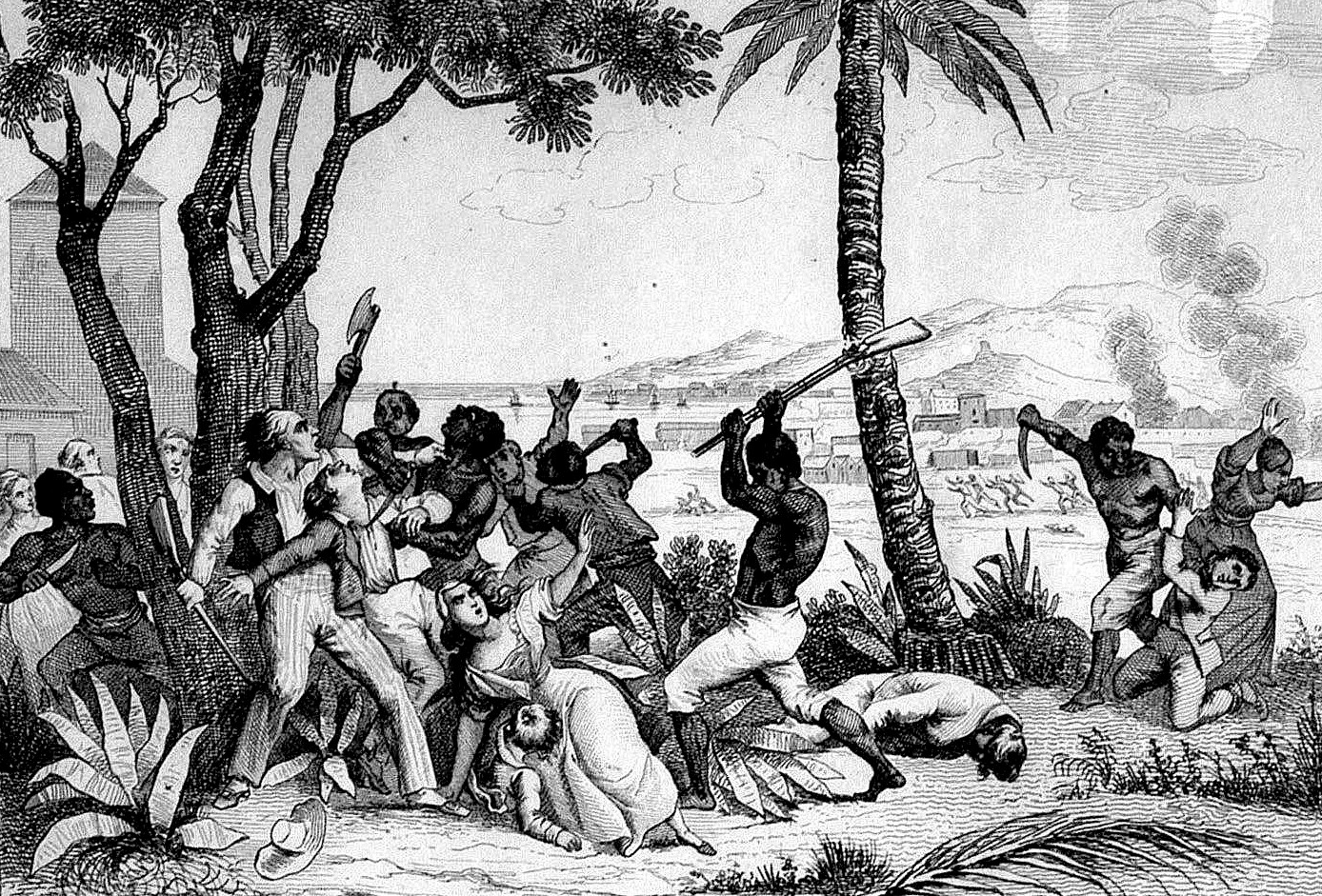
Queima de Plaine du Cap em 1791

Quando a Revolução Francesa começou, as ideias de liberdade entre os homens se espalharam em Saint-Domingue. Os negros e a maioria dos descendentes de africanos, como Jean-Jacques Dessalines, rebelaram-se contra seus mestres brancos franceses. Os rebeldes mataram mais de mil franceses em 1791. Para preservar suas vidas, eles fugiram de Saint-Domingue. Os avós ricos voltaram para a França ou foram para a Louisiana Francesa, mas os petit-blancs que não tinham muitos recursos foram obrigados a se mudar para o lado oriental de Hispaniola, Cuba e Porto Rico. Notavelmente, houve muitos sang-melés - alguns dos quais fugiram de Saint-Domingue - que se estabeleceram nas ilhas vizinhas (principalmente Porto Rico e Cuba).
A maioria dos colonos franceses morreu ou fugiu de Saint-Domingue durante a Revolução Haitiana e o restante foi aniquilado no massacre de 1804 no Haiti ou foi considerado útil para o desenvolvimento do país, como médicos, professores e engenheiros. Esses colonos eram considerados valiosos e não deveriam ser prejudicados de forma alguma. Antes da ocupação dos Estados Unidos em 1915, era difícil para estrangeiros brancos se tornarem cidadãos haitianos devido às restrições à posse de terras no Haiti. Exceções foram feitas para alemães, poloneses e franceses que lutaram com os rebeldes contra a França na guerra e seus descendentes. Os estrangeiros brancos só poderiam se tornar cidadãos se casando com haitianos.

## Origens
Antes da Revolução Haitiana, os haitianos eram classificados em três categorias principais: brancos, negros e mulatos. Mas isso era muito mais complexo na prática, envolvendo a grossura do cabelo, medidas do nariz e avaliações de outras características faciais.

## Demografia
Hoje, um grupo de haitianos são descendentes diretos dos franceses que foram salvos do massacre. Em 2013, as pessoas de ascendência exclusivamente europeia são uma pequena minoria no Haiti. A população combinada de brancos e mulatos constitui 5% da população, cerca de meio milhão de pessoas. Pessoas nascidas de estrangeiros em solo haitiano não são automaticamente cidadãos haitianos devido ao jus sanguinis princípio da lei da nacionalidade. Além dos descendentes de franceses, outros haitianos brancos são descendentes de alemães, poloneses, italianos, espanhóis, ingleses, holandeses, irlandeses e americanos. A maioria dos haitianos brancos vive na área metropolitana de Porto Príncipe, especialmente no subúrbio rico de Pétion-Ville.
De acordo com a constituição haitiana, desde a época da independência, todos os cidadãos devem ser chamados de negros, onde todas as raças são consideradas iguais para evitar preconceito. O termo crioulo nèg é derivado da palavra francesa negre (que significa "preto"). Um homem haitiano é sempre um nèg, mesmo que seja de ascendência europeia, onde seria chamado de nèg blan ("cara branco") e sua contraparte sendo nèg nwa ("cara negro"); tudo sem conotações racistas. Os estrangeiros são sempre referidos como simplesmente brancos, independentemente do tom de pele, denotando um duplo significado para a palavra.
No campo, é comum ouvir um pobre de pele clara chamado ti-wouj (ruivinho), ti-blan (branco pouco) ou simplesmente "blan" em vez de milat (mulato), comumente acostumado a excluir indivíduos na base da escala social, pois o termo "mulato" historicamente coincide com pessoas que eram mais privilegiadas.